# La vendedora de rosas
La vendedora de rosas és una pel·lícula colombiana dirigida per Víctor Gaviria i protagonitzada per Lady Tabares. Es basa tant en el conte La petita venedora de llumins de Hans Christian Andersen com en la vida de Mónica Rodríguez. La pel·lícula es va estrenar en 1998 i va formar part de la selecció oficial del 51è Festival Internacional de Cinema de Canes.

## Sinopsi
La pel·lícula se situa en època nadalenca, al barri pobre i perillós conegut com a Barrio Triste, a Medellín, a final dels anys 90. La pel·lícula comença amb Andrea, una nena pobra que viu en el barri Miramar, lloc del qual també és originària Mónica, la protagonista. La nena fuig del maltractament de la seva mare i cerca a Mónica, qui és venedora de roses, i també fuig de la seva família després de la mort de la seva àvia. Mónica lidera i conviu amb les seves amigues que estan immerses en una vida difícil de consum de drogues i prostitució, en aquest grup d'amigues estan Diana, coneguda com Cachetona, Judy, que es prostitueix, i Claudia, que mana en el negoci de la venda de roses. Viuen en una pensió pobra i d'estar per casa. Treballen en els riscos del carrer i de la nit en una ciutat violenta. En la comuna se celebra la novena de aguinaldos, un costum de l'època nadalenca colombiana.
Un grup de pinxos, dirigits per Don Héctor, i entre els quals es troben el Zarco i l'Enano, discuteixen els seus pròxims cops, albiren des de lluny a un drogoaddicte que va consumir marihuana. El Zarco i l'Enano l'ataquen i el roben, després el Zarco l'ultima a trets, acte que no li agrada a Don Héctor, cap de la colla.
A la ciutat, Andrea comença vendre roses com les seves amigues, mentre Judy es prostitueix per comprar roba. Mentre ven roses, un embriac li regala un rellotge a Mónica, ella creu que és un regal del cel de la seva àvia i planeja regalar-l'hi a Anderson, un jove venedor de droga amb els seus còmplices El Zorro, Milton i El Choco, per motiu de complir 15 dies de festeig, tanmateix el seu festeig es trenca quan Mónica discuteix amb ell, ja que s'adona del seu constant coqueteig d'ell amb Marcela, una amiga de Claudia.
Al moment menys pensat de Mónica, Judy li regala una targeta amorosa a Marcela, i ella planeja donar-la-hi a Anderson i conquistar-lo. Mentrestant, Anderson coqueteja de nou amb Marcela; ella li lliura la credencial i Mónica s'adona, la qual cosa fa que es barallin. Acaba amb Anderson i es distancia de Judy, a qui considera una traïdora. Mentre això succeeix, Andrea vaga als carrers i és sorpresa per un rodamón que intenta abusar d'ella. El Choco i el Zorro fan fugir al captaire, però en el procés maten a un rodamón que dormisquejava en un parc en confondre'l amb qui va intentar abusar d'Andrea.
Mónica i Andrea tornen a Miramar; Andrea torna a la seva llar però s'enfronta de nou al maltractament de la seva mare i la intolerància del seu padrastre. Roba els patins de la seva germana, recull la seva roba i decideix marxar-se. Mentrestant, la colla de don Héctor discuteix per les accions imprudents del Zarco que posen en risc a la colla; Mónica es troba amb el seu cosí, l'Enano, qui li demana mostrar el rellotge que li havien regalat la nit anterior, i en aquest instant és enganyada pel Zarco, qui li intercanvia el rellotge per un altre de menor qualitat i l'amenaça.
Mónica torna a la seva antiga llar on planeja passar la Nit de Nadal, fins que un familiar intenta abusar d'ella, per la qual cosa marxa de nou. De retorn a Barrio Triste, Mónica contacta amb Chinga, un nen indigent, per robar una cadena i aconseguir diners per comprar pólvora i roba. Andrea i Judy venen els patins que Andrea va robar de la seva germana, Judy aprofita i l'estafa amb els patins. Andrea s'adona i es deprimeix, la qual cosa porta a Mónica a discutir amb Judy, però es reconcilien després de comprar roba.
La policia segueix les passes a la colla de don Héctor. Ell, sabent que els busquen per les accions del Zarco, decideix visitar-lo i dir-li que s'amagui, però aquest es nega. Don Héctor l'amenaça i marxa, en aquest instant el Zarco i Mónica es troben. El Zarco la persegueix i li ordena que li retorni el rellotge, perquè el que ell va prendre s'havia mullat i danyat, però Mónica no li pot complir l'exigència, ja que havia canviat el rellotge per pólvora. Aleshores la colpeja i l'amenaça de mort.
Mentrestant, en la pensió el pare de Diana va a la seva recerca convencent-la de tornar a la seva llar. Ella s'acomiada de les seves amigues i marxa amb el seu pare.
A la nit Judy puja al carro d'un sicari, que intenta abusar d'ella, però aquesta l'apunyala i fuig.
En una altra part, Anderson, Milton, Choco i el Zorro gaudeixen d'una festa amb Andrea. Anderson intenta seduir Andrea mentre la colla de Choco intenta robar un maletí, però no ho aconsegueixen, són tirotejats i surt ferit Milton.
Mónica retorna a Miramar en companyia de Judy i Andrea. Mentrestant, el Zarco i l'Enano roben a un taxista i el Zarco l'apunyala deixant-lo greument ferit, això no li agrada al Nan i discuteix amb el Zarco, qui respon atacant amb navalla i tallant-li la mà a l'Enano, qui es dirigeix ferit a Don Héctor i li comenta el succeït. Don Héctor considera que el Zarco està fora de control i surten a buscar-lo. Mónica aconsegueix arribar a la part posterior de la seva casa, que està en ruïnes i recorda al·lucinant a la seva àvia morta, sota l'influx del Sacol, un inhalant. Allí la troba el Zarco, qui la mata d'un parell de punyalades. Alhora, el Zarco és ferit per la colla de Don Héctor, i finalment mor en una cuneta.

## Repartiment
- Lady Tabares - Mónica
- Marta Correa - Judy
- Mileider Gil - Andrea
- Diana Murillo - Diana «Cachetona»
- Liliana Giraldo - Claudia
- Álex Bedoya - Milton
- Giovanni Quiroz - Norman «El Zarco»
- Elkin Murdock - Anderson
- William Blandón- «El Enano»
- Jonh Freddy Espinoza- «Choco»
- Elkin Giovanny Rodríguez - Don Héctor

### Situació del repartiment
Gran part del repartiment d'actors de la pel·lícula ha mort o es troba privat de la llibertat. El cas de Giovanni Quiroz («El Zarco») és un dels més notables pel seu protagonisme en la cinta, perquè va ser assassinat a trets a Medellín l'any 2000 d'una forma molt similar a l'ocorreguda amb el seu personatge aproximadament un any i mig després de la seva estrena. El seu cos crivellat va ser trobat prop d'un riu, en circumstàncies mai esclarides per les autoritats. Se li havia promès un curs d'actuació a Espanya i oportunitats de treball per abandonar la delinqüència, somnis que no es van poder realitzar per una decisió pròpia de Quiroz.
La protagonista, Lady Tabares, va sortir de presó el 8 de maig de 2014 i actualment està sota arrest domiciliari.
Un altre cas és el de la mateixa Mónica Rodríguez (personatge real sobre el qual també es va basar la història), qui va morir assassinada d'un tret mentre es rodava la pel·lícula. Altres actors van ser assassinats en casos aïllats Anderson, Don Héctor, i altres dos amb papers molt breus en la pel·lícula, «El Flaco» i «El Botas».
Finalment, Jennifer Arteaga, una filla adoptiva de Giovanni Patiño ("Papà Giovanni"), qui participés en algunes escenes del pilot, va ser trobada morta surant en el riu Medellín abans de començar el rodatge de la pel·lícula.
Un cas excepcional va ser el de Marta Correa (Judy), qui va decidir sortir dels carrers i és secundada per Gaviria, director i coguionista de la cinta, com ho fes en el seu moment amb l'ara reconegut actor de cinema i televisió Ramiro Meneses, qui sortiria de la violenta vida de les comunes de Medellín després d'interpretar el rol principal en la cinta Rodrigo D: No futuro (1990), també dirigida per Víctor Gaviria.
La vida real d'aquests personatges i el destí de molts d'ells, incloent el sepeli de Mónica Rodríguez, va ser gravat en un documental anomenat Cómo poner a actuar pájaros.

## Premis i nominacions

### Premis
La pel·lícula va rebre un total de 14 premis internacionals
- Festival Internacional de Nou Cinema Hispanoamericà de l'Havana

| Any  | Premi                  | Categoria/Persona             |
| ---- | ---------------------- | ----------------------------- |
| 1998 | Premi ARCI-LUCCA       | Nens actors                   |
| 1998 | Premi especial CARACOL | Víctor Gaviria                |
| 1998 | Gran Coral (3)         | Víctor Gaviria                |
| 1998 | Premi OCIC             | Víctor Gaviria                |
| 1998 | Millor muntatge        | Agustín Pinto, Víctor Gaviria |
| 1998 | Esment especial        | Lady Tabares                  |

- Festival Internacional de Cinema de Bratislava (1999)

| Any  | Premi         | Categoria/Persona |
| ---- | ------------- | ----------------- |
| 1999 | Millor Actriu | Lady Tabares      |

- Festival Hispano de Miami (1999)

| Any  | Premi                        | Categoria/Persona |
| ---- | ---------------------------- | ----------------- |
| 1999 | Garsa d'Or (millor director) | Víctor Gaviria    |

- Festival de Cinema de Bogotà (1998)

| Any  | Premi                  | Categoria/Persona |
| ---- | ---------------------- | ----------------- |
| 1998 | Cercle precolombí d'or | Víctor Gaviria    |
| 1998 | Cercle precolombí d'or | Millor pel·lícula |

- Festival de Cinema de Viña del Mar (1998)

| Any  | Premi           | Categoria/Persona |
| ---- | --------------- | ----------------- |
| 1998 | Millor director | Víctor Gaviria    |
| 1998 | Millor actriu   | Lady Tabares      |

### Nominacions
- Festival Internacional de Cinema de Canes (1998)
  - Nominada a Palma d'Or
- XLII edició dels Premis Ariel (2000)
  - Nominada a Premi Ariel a la millor pel·lícula iberoamericana